# Герхард Кегел
Герхард Кегел (* 16 ноември 1907 г. в Пройсиш-Херби, област Люблиниц, Горна Силезия; † 16 ноември 1989 г. в Берлин) е кандидат за Генерален секретар на Социалистическата единна партия на Германия и дипломат на ГДР.

## Биография

### Проучвания, журналистика, КПД
Кегел е роден син на железопътен работник. След като посещава средни училища в Катовице, Ополе и Бреслау, той завършва гимназия през 1926 г. и впоследствие завършва чиракуване като банков чиновник. От 1928 до 1931 г. учи право и е съосновател на Социалистическия студентски съюз в университета в Бреслау.
От 1931 до 1932 г. Кегел работи като съдебен стажант в окръжния съд в Болкенхайн и едновременно с това завършва журналистическо обучение във вестник „Breslauer Neueste Nachrichten“ , за който работи като чуждестранен кореспондент на свободна практика от 1932 до 1935 г.
Приблизително по това време той се свързва с Рудолф Хернщат и става член на КПГ през ноември 1931 г. През 1932 г. е активен член на окръжното ръководство на КПГ в Бреслау.

### Нацистка епоха
През октомври 1933 г. Кегел заминава за Варшава с Лотар Болц. В допълнение към работата си като чуждестранен кореспондент на свободна практика, Кегел става агент на съветската военна разузнавателна служба ГРУ под кодовото име Курт.
Кегел се присъединява към нацистката партия на 1 май 1934 г. като прикритие за дейността си като агент на ГРУ (членски номер 3 453 917). От 1935 до 1939 г. Кегел е асистент-учен в отдела за търговска политика на германското посолство във Варшава, а от 1939 до 1941 г. е заместник-началник на отдела за търговска политика на германското посолство в Москва. На 21 юни, същата година съобщва, че Райха ще нападне СССР в близките 48 часа.
От 1941 до 1943 г. Кегел работи в Министерството на външните работи, където поддържа връзка с Илзе Щьобе и Рудолф фон Шелиа. През 1941 г. Адолф Хитлер го повишава в секретар по легацията в Министерството на външните работи. Според Симон Визентал, директор на Центъра за еврейска документация във Виена, Кегел е работил за Гестапо. През 1943 г. е призован във Вермахта като подофицер и преводач. През 1945 г. дезертира в Червената армия. От януари до март 1945 г. е съветски военнопленник в Полша и е затворен в Лубянка в Москва. След това работи за Националния комитет за свободна Германия.

### Кариера в ГДР
През юни 1945 г. Кегел се завръща в Берлин и е заместник-главен редактор на Berliner Zeitung до 1949 г. От април 1949 г. той наследява Рудолф Хернщат като главен редактор и ръководител на Berliner Verlag. През 1949 г. Кегел за кратко е и личен асистент на Вилхелм Пик.
През 1946 г. става член на СЕП (Партия на социалното единство). От 1949 до 1950 г. е ръководител на Министерството на външните работи на ГДР в Главното управление по политически въпроси.
От 1950 до 1951 г. е заместник-главен редактор на централния орган на SED „Neues Deutschland“, от 1951 до 1954 г. директор на издателство „Die Wirtschaft“ и главен редактор на едноименното списание.
От 1955 до 1972 г. Кегел е висш служител в Централния комитет на СЕП, отговарящ за външната политика, и съветник по външната политика на Валтер Улбрихт. През 1959 г. участва като пратеник в Женевската конференция на външните министри на Великите сили.
От 1967 до 1971 г. е кандидат за Централния комитет на СЕП, а от 1973 до 1976 г. е посланик и ръководител на Постоянното представителство на ГДР към ООН в Женева.
Урната на Кегел е погребана в гроба Перголенвег на Централното гробище Фридрихсфелде в Берлин. Той е последният човек, погребан там от Политбюро на Централния комитет на СЕП.

## Награди
- Медал „40-годишнина от победата във Великата отечествена война 1941–1945“ (1985).[5]